# فرودگاه اوداته-نوشیرو
فرودگاه اوداته-نوشیرو (به انگلیسی: Odate-Noshiro Airport) یک فرودگاه همگانی با کد یاتا ONJ است که یک باند فرود آسفالت بتن دارد و طول باند آن ۲۰۰۰ متر است. این فرودگاه در شهر کیتاآکیتا کشور ژاپن قرار دارد .

## شرکت‌های هواپیمایی و مقصدهای پروازی
| شرکت‌های هواپیمایی | مقصدهای پروازی |
| ----------------- | -------------- |
| آل نیپون ایرویز   | هانه‌دا         |